# 英国嘻哈与节奏布鲁斯榜
英国嘻哈与节奏布鲁斯单曲榜（英語：UK Hip Hop and R&B Singles Chart）和英国嘻哈与节奏布鲁斯专辑榜（英語：UK Hip Hop and R&B Albums Chart），是英国官方榜单公司针对该国的音乐市场推出的节奏布鲁斯和嘻哈流派的音乐榜单。该榜单于1994年10月推出。虽然榜单未在电台推送，但其具体内容可在官方榜单公司和BBC廣播一台，以及出版物《UKChartsPlus》和《Music Week》等查询。